# أوزفالدو رودريغيز (لاعب كرة قدم)
أوزفالدو رودريغيز (بالإسبانية: Osvaldo Rodríguez del Portal)‏ هو لاعب كرة قدم مكسيكي في مركز الدفاع، ولد في 10 سبتمبر 1996 في مدينة سان لويس بوتوسي في المكسيك. لعب مع كلوب ليون.

## وصلات خارجية
- أوزفالدو رودريغيز على موقع قاعدة بيانات كرة القدم.إي يو (الإنجليزية)
- أوزفالدو رودريغيز على موقع Soccerway.com (الإنجليزية)